# Jean-Pierre Gallais
Jean-Pierre Gallais, född den 18 januari 1756, död den 26 oktober 1820, var en fransk journalist och historiker.
Gallais visade sig i början av franska revolutionen i egenskap av medarbetare i abbé de Fontenais tidning Journal général de la littérature, des sciences et des arts som synnerligen ivrig anhängare av kungamakten. Hans Appel à la postériorité sur le jugement du roi, 18 janvier 1793 (4:e upplagan 1814) ådrog förläggaren Weber dödsstraff och författaren fängelse. Landsförvisad efter 18 fructidor år V (4 september 1797), återvände han senare till Paris och redigerade där Nécessaire ou courrier du Corps législatif, Indispensable, Bulletin politique, Publiciste och 1801-11 Journal de Paris. Efter restaurationen blev han medarbetare i Quotidienne och 1820 professor i vältalighet och filosofi vid Académie de législation. Bland hans historiska arbeten kan nämnas Histoire de la revolution du 18 fructidor (2 band, 1799), Histoire de la revolution du 18 brumaire et de Bonaparte (2 band, 1813-15), Histoire de la revolution du 20 mars (1815) och Histoire de France depuis la mort de Louis XVI jusqu'au traité de paix du 20 novembre 1815 (2 band, 1820).